# Церковь Николая Чудотворца (Елабуга)
Церковь Николая Чудотворца — приходской православный храм в городе Елабуге республики Татарстан, построенный в 1818 году. Входит в состав Елабужского благочиния Набережночелнинской епархии Русской православной церкви. Здание храма является объектом культурного наследия и находится под охраной государства.

## История храма
Деревянная церковь Николая чудотворца существовала в Елабуге уже в середине XVII века. В XVIII веке деревянное здание было заменено каменной, рядом возведена деревянная тёплая Богоявленская церковь. К началу XIX века оба храма обветшали, и с 1808 по 1818 годы здесь на их месте на средства прихожан был сооружён однопрестольный каменный храм. С 1848 по 1852 годы церковь была перестроена на пожертвования купца Алексея Ивановича Стахеева. Здание храма стало двухэтажным и трёхпрестольным. Наверху был сооружён главный Никольский престол, внизу — тёплые приделы во имя Анастасии Узорешительницы, Иоанна Богослова, Рождества Христова.
Строение церкви нетрадиционной композиции. Оно не имеет выступающей апсиды и напоминает, по композиционному решению, гражданское сооружение. Алтарь церкви имеет прямоугольную форму, что не характерно для русских храмов середины XIX века. Купол у церкви один, его видно издалека. Рядом возвышается колокольня, а к храму сооружена небольшая трапезная. Храм является памятником архитектуры в стиле строгого классицизма.
Как и другие приходы Елабуги, Никольский храм, за счёт прихожан — богатых купцов, был очень богато убран. В 1870-е годы в росписи церкви принимал участие знаменитый художник Василий Васильевич Верещагин (1842—1904), значительная часть этих работ в храме сохранилась. В Никольской церкви находилась икона Святителя и Чудотворца Николая, обретённая в местности Святая Чаша близ Мамадыша в первой половине XVIII века. С этой реликвией ежегодно прихожане совершали крестные ходы в Мамадыш.
Причт Никольской церкви жалованья не имел, но существовал безбедно за счёт доходов от треб, заказных молебнов и процентов с капитала (в начале XX века храму принадлежало более 20000 рублей). Семьи причта проживала в доме, который был построен в середине XIX века, ныне на улице Гоголя, 6.
С 1814 по 1844 годы настоятелем храма работал протоиерей Максим Иванович Замятнин (1764—1844), выпускник Казанской духовной семинарии и был популярен у горожан.

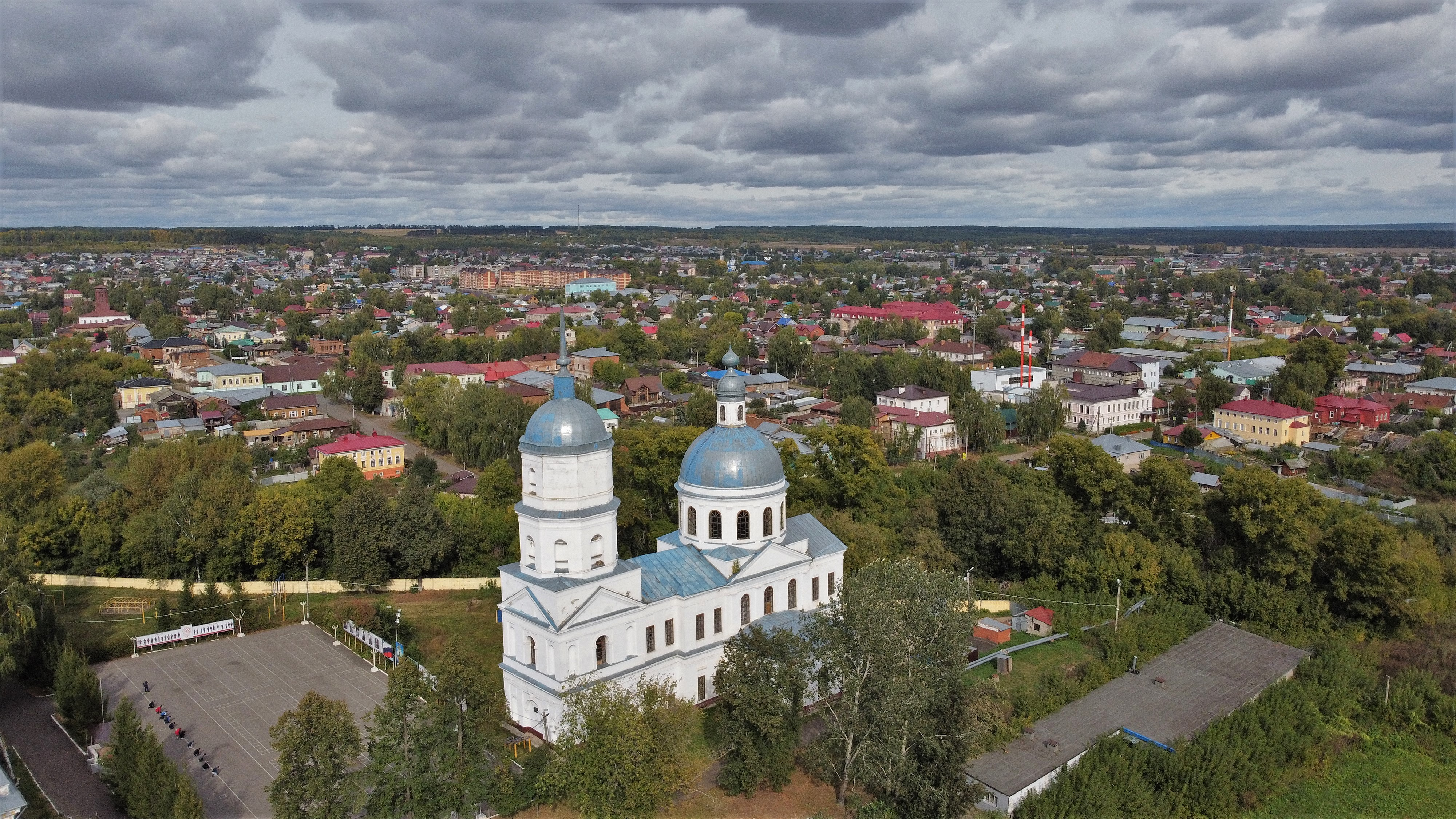
Вид с юго-запада

## Церковь в советские годы
В советское время церковь была закрыта. Однако, разрушений местные жители не допустили и по кирпичам не разобрали. Некоторое время здесь размещались учебные аудитории НКВД, библиотека и многие учреждения.

## Современное состояние
С 2009 года в Никольской церкви совершаются субботние, воскресные и праздничные богослужения. В настоящее время в храме проводятся ремонтно-восстановительные строительные работы.